# 日米繊維交渉
日米繊維交渉（にちべいせんいこうしょう、英: Japan-US textile negotiations）は、広義には1955年（昭和30年）から1972年（昭和47年）にかけて日本とアメリカ合衆国との間で行われた繊維製品の貿易に関する交渉の総称、また狭義には、そのうち1970年（昭和45年）6月22日から24日にワシントンD.C.で行われた交渉を指す。これらの交渉が必要となった、日米間の繊維製品を巡る貿易摩擦を、日米繊維摩擦（にちべいせんいまさつ）という。
日米繊維摩擦は戦後の日米間に起こった最初の貿易摩擦で、これがこの後数次にわたって発生する日米貿易摩擦に先鞭を付けるものとなった。

## 経緯

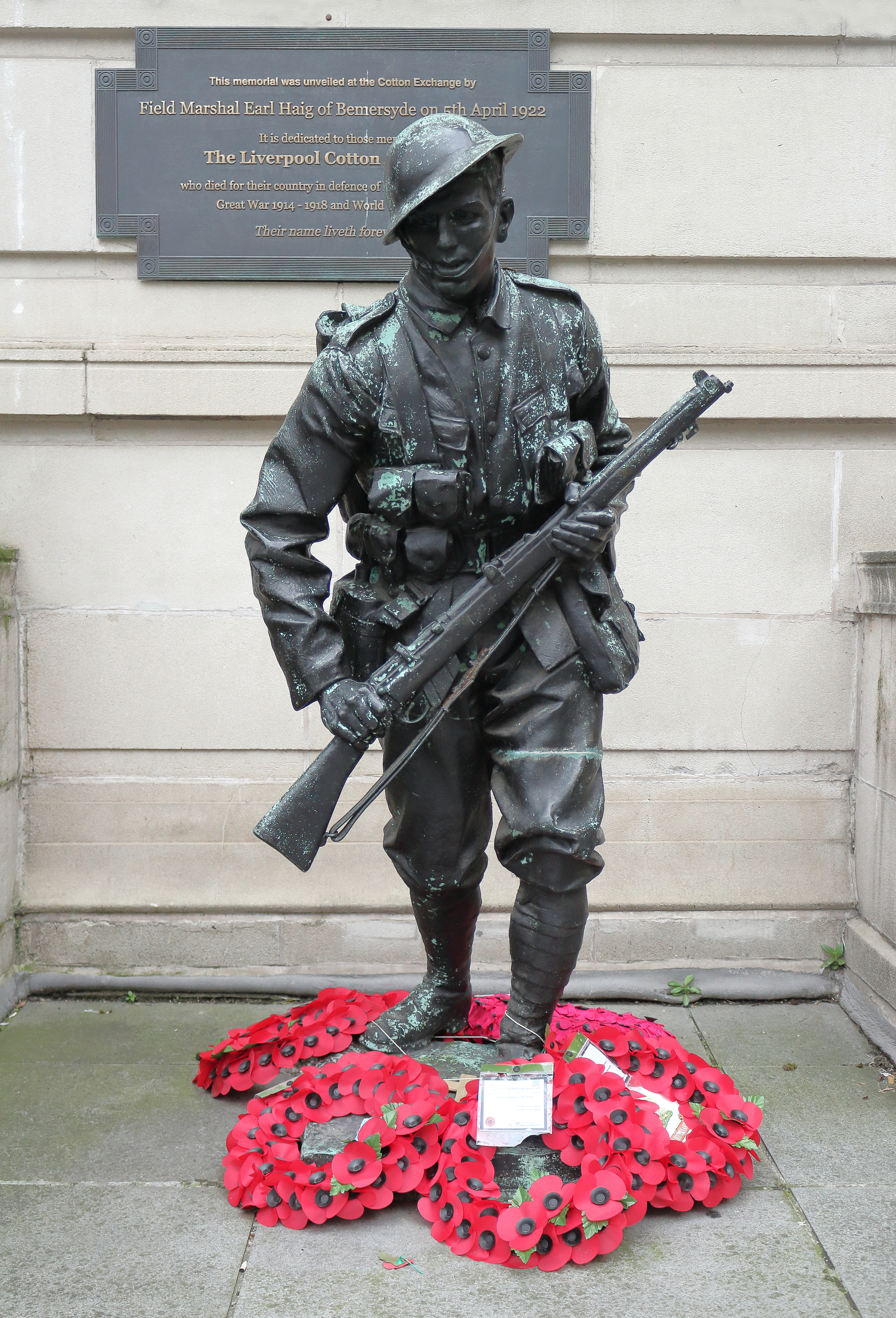
大戦追悼碑（リヴァプール綿業協会、1922年）。

### 貿易競争の沿革
紡績産業が原料とする綿花の生産にはかつて奴隷が多く使役されイギリスが最大の輸出国であったが、1838年にイギリスで奴隷制度が廃止されたおり、1841年にリヴァプールにおいてリヴァプール綿取引協会が設立された
。一方日本は、商社の日本綿花株式会社による原料綿花の調達、終夜営業の紡績工場、1日14時間の過酷工場労働により紡績業が発展し、1912年には紡績業が国内産業の5割を占めるほどであった。
1924にはアメリカでロバート・ウェイルを代表とする米国綿貿易協会が設立された。1929年から5年間の大恐慌の影響もあり、同団体はアメリカの綿製品業を保護するため、日本などの綿製品に対し新たな関税障壁を設ける必要性を訴えた。1937年、米国綿貿易協会は使節団を日本に送り、日本とのあいだに日本の綿製品の輸出量制限を課す民間の「日米綿業協定」の仮調印を行い、2月に全協会が承認。これにより1937年から2年間の日本企業の対米綿布輸出量は2億5500万平方メートルまでと規定され、代わりに関税による障壁は置かれないこととなった。ただし、同年夏には日中戦争が始まり、秋には日本が原料棉花の輸入許可制を敷いて綿花輸入量を統制し始めたため新たな摩擦も生じた。1938年にはアメリカにおいて全国綿業協議会 (アメリカ合衆国)が設立された。1940年には日米通商航海条約が廃棄された。

### 日米綿製品協定
1955年、ベトナム戦争が始まり米国が繊維製品の関税引き下げを行ったことで、「ワン・ダラー・ブラウス（One dollar blouse）」に代表される日本製の安価な綿製品の輸入が激増。これに対し米国繊維業界で、日本からの綿製品輸入制限運動が高まりを見せる。
米国政府は国内での機運の高まりに応じ、日本に対して綿製品貿易に関する取り決めを提案。1957年に「日米綿製品協定」が締結され、日本は対米綿製品の輸出を5年間自主規制することとなる。

### ニクソン政権
1968年の米国大統領選挙戦中の8月11日、リチャード・ニクソン候補が「毛・化学繊維にも国際的取り決めを導入する」とする繊維規制を公約し選挙に勝利、大統領に就任する。翌1969年5月、モーリス・ヒューバート・スタンズ商務長官が訪日し、日本による繊維製品輸出の自主規制を要請。これを愛知揆一外務大臣が拒否すると、ウィルバー・ミルズ下院歳入委員長が「日本が自主規制に応じなければ、議会は繊維の輸入割当を法制化する」との声明を発表する。

### ワシントン会談
1970年6月22日から24日、ワシントンD.C.で宮澤喜一通商産業大臣とスタンズ商務長官が会談。しかし、スタンズが前年の佐藤・ニクソン会談で合意された「沖縄返還密約」を基に交渉を行ったのに対して、宮沢は密約の存在を否定する佐藤の主張に沿って交渉を行った。その結果、交渉は事実上決裂する。
なお、2012年7月31日付で外務省が公開した外交文書にはこの「沖縄返還密約」が含まれており、その存在が初めて確認された。

### 日本繊維産業連盟の自主規制
1971年2月22日、ミルズ委員長は「政府間で合意できないならば、業界単体での一方的自主規制に反対しない」と提案し、自主規制の具体的骨子にまで言及。この提案を基に、日本繊維産業連盟は3月8日、自主規制案を発表し、日本政府はこの自主規制をもって政府間交渉を打ち切る。しかし、ニクソン大統領は同11日に日本側の宣言に不満を表明（「ジャップの裏切り」と口走ったとも言われる）。自主規制案の内容は受け入れがたく、更に政府間交渉は日本が打ち切ったため行えないので、議会での通商法案の成立を強く支持するとの声明を出した。

### 日米貿易経済合同委員会
1971年7月に成立した第3次佐藤改造内閣で通産大臣となった田中角栄は、就任直後にニクソンの特使として来日したデヴィッド・ケネディと会談。9月には渡米し、日米貿易経済合同委員会でジョン・コナリー財務長官と会談した。田中は同委員会に際して、事前に通産大臣秘書官の小長啓一から「関税貿易一般協定（GATT）の『被害なきところに規制なし』の大原則を守るべきだ。米国は大きな被害を受けていない。」という通産省の立場について説明を受けており、「政府による思い切った規制を」と迫るコナリー長官に対して「貿易は多国間でバランスをとる話だ。」「我々の調べでは、米国の繊維業界はこれといった被害を受けていない」と一歩も譲らなかったという。

### 決着
しかし、田中の帰国直後に米国から「対敵通商法を発動し、一方的な輸入制限もあり得る」との報が入り、田中は両角良彦通産事務次官ら通産省幹部達に問題提起。幹部らの「潮時だ」との判断を受け、田中は米側の要求をのむ代わりに繊維業界の損失を補填するという方針に転換。国内繊維業界への対策として複数の案が挙げられた中で田中は輸入規制で余剰の出る織機の買い上げ案に目を留めたものの、当時の通産省の一般会計が2千億円弱であるのに対し、要求ベースで2千億円を超えるという巨額な費用がネックであった。この説明を受けた田中は、相次いで佐藤首相、水田三喜男大蔵大臣に電話し、説得。さらに自身の名刺の裏に「2千億円よろしく頼む」と万年筆で記し、これを大蔵省主計局に届けさせた。
10月15日には米側原案に近い形での「日米繊維問題の政府間協定の了解覚書」の仮調印が行われ（直後に施行）、日米繊維問題は一応の決着を見た。繊維業界へは751億円の救済融資が実施された。同年の第67臨時国会でも1278億円の追加救済融資が補正予算として計上された。

### その後
1978年、綿業協会間の紛争の仲裁を仲介する民間非営利団体機関として、イギリスのリヴァプールに綿業協会間国際協力協議会（CICCA）が設立され、日本代表として日本綿花協会（大阪）がメンバーとなった。
最大の綿花輸出国は米国であるところ、2003年には、米国政府の①綿花事業者に対する補助金、②外国輸入業者に対する米国政府の債務保証、③米国産綿花が外国産価格を上回った場合の差額補助金という綿花産業保護政策はWTO協定違反にあたる旨をブラジルが訴え、米国は敗訴して、WTOは米国に綿花補助金の廃止・是正勧告を行った。

## 米繊維業界の経済的被害
米繊維業界が日本製繊維製品の輸入制限を主張する根拠は、「安価な日本製品の増加により、国内産業が衰退し雇用が減少しているため」というものである。しかし、1967年10月4日のリンドン・ジョンソン大統領の命により関税委員会が行った米国繊維産業の実態調査の報告書（1968年1月15日提出）では、
- 米国繊維産業はかつてない急成長を果たした
- 国内他製造業に比べても繊維産業の企業利益は大きい
- 安価な輸入品は低所得者の必需品購入を助けている
- 輸入により、特定の製造業者の利益や雇用に影響が生じたという資料は得られなかった

とされている。このことから、ジョンソンは自由貿易の堅持を主張したが、繊維規制を公約したニクソン大統領の就任後、繊維輸入規制運動が活発化した。
これには、「米国は自由貿易を推進している。これに逆行する規制を主張するならば、米国産業への被害をきちんと立証すべきだ」という批判が行われた。

## 政治的背景

### 沖縄問題
日米繊維交渉が難航した背景には、経済的利害関係のほかにも、沖縄返還という重大な政治課題があったといわれている。米国政府は沖縄を日本に返還する代わりに、日本政府に米国の主張する繊維規制に同意することを求めていたのである。このニクソン政権の戦略は、日本側の事情で極秘扱いにされた。表立った交渉の場ではあくまでも「経済的交渉」という体裁が整えられたため、米国側の意向は実際の交渉を行う事務方には伝えられなかった。このため日米双方で思惑が食い違い、交渉は混迷を極めたのである。時期を同じくしたこの双方の動きは、当時「絡んだ糸が縄になる」とか「糸を売って縄を買う」などと皮肉られたが、それが必ずしも単なる戯れ言とは言い切れない事情がそこにはあったのである。

### 尖閣諸島問題
尖閣諸島の返還問題にも繊維交渉が絡んでいたことが近年になって明らかになった。尖閣諸島は1972年の沖縄返還の際に沖縄県の一部として日本に施政権が返還されたが、これに台湾政府が強く反発、米国政府に働きかけた結果、米国政府内にも沖縄との一括返還に否定的な意見が一部にでてきた。その中には、「繊維交渉で日本に譲歩を促す際の交渉材料にするためにも、直ちに日本に返還すべきでない」というものもあったことが、公開された米国政府の外交文書から明らかになった。

## 関連人物
- 通産省：今井善衛、山本重信、新井真一、両角良彦、三宅幸夫、楠岡豪、山下英明
- 外務省：下田武三、牛場信彦、鶴見清彦、平原毅